# Prionocyphon niger
Prionocyphon niger là một loài bọ cánh cứng trong họ Scirtidae. Loài này được Kitching & Allsopp miêu tả khoa học năm 1987.